# Závodní dráha (automobilové závody)

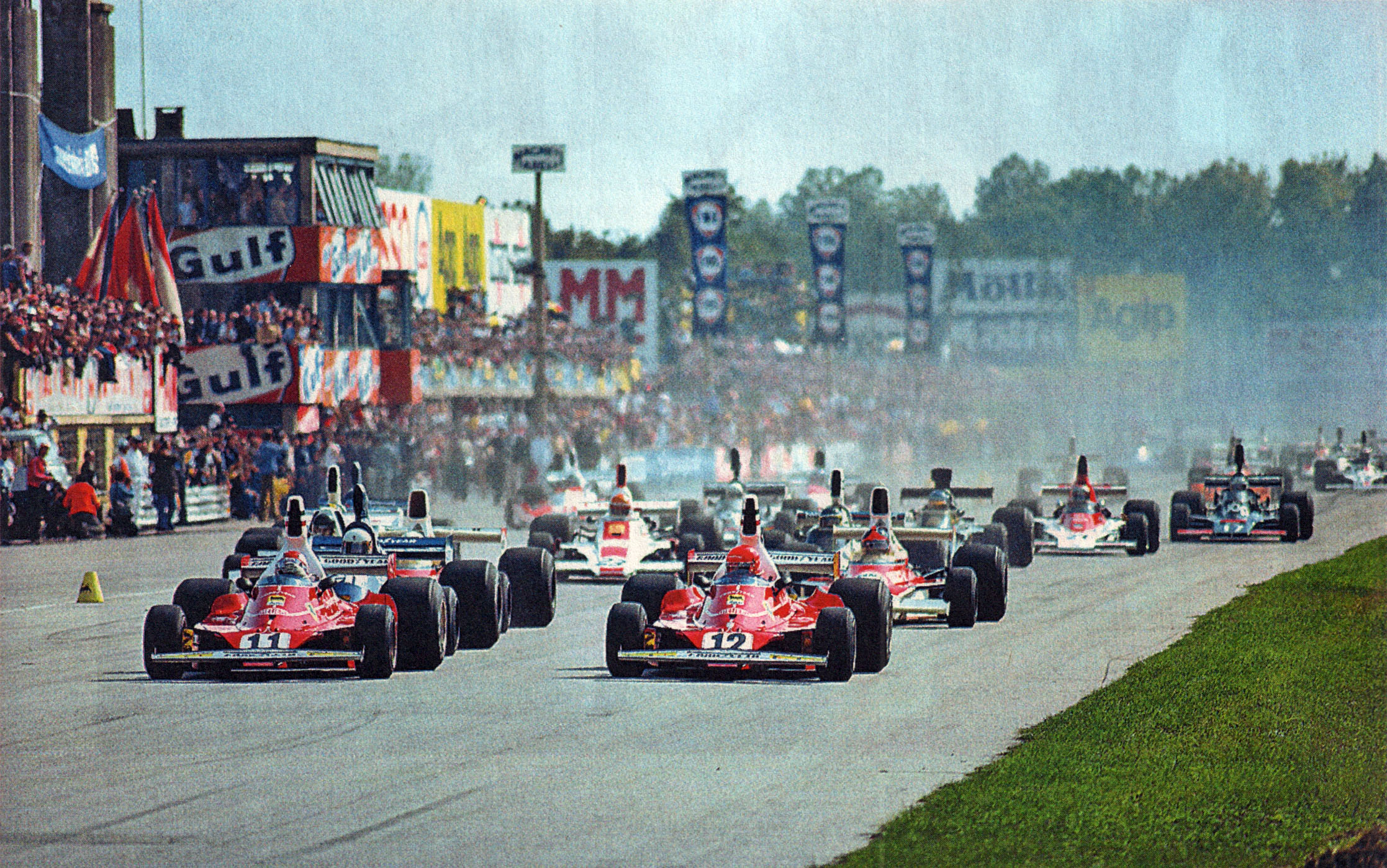
Závody automobilů, start formule 1 (1975)

Závodní dráha (anglicky race track, německy Rennstrecke) je silnice, trať nebo prostor používaný pro automobilové závody, který zahrnuje příslušné vybavení a splňuje podmínky stanovené nositeli sportovní autority (např. Autoklub ČR). Podoba a charakter závodní dráhy jsou příslušné k typu automobilového závodu.
Základní dělení závodních drah podle Národního sportovního řádu vydávaného Autoklubem ČR je:
- závodní okruh
- závodní trať
- závodní prostor

Závodním drahám/tratím je udělována licence trati. Udělení licence trati je v režimu mezinárodním, uděluje FIA, nebo národním, uděluje FAS AČR.

## Závodní okruh

Plánek závodního okruhu Monza

Závodní okruh je typem závodní dráhy, kdy se jedná o uzavřenou trať zahrnující všechna zařízení, která jsou její součástí. Závodní okruh začíná a končí na stejném místě (startovní a cílová čára), je specificky postavený pro motoristické závody nebo pro ně upraven. Charakteristickými znaky závodního okruhu jsou jeho poloha, délka, výškový profil (převýšení), minimální a maximální šířka dráhy, druh povrchu dráhy, startovní prostor, směr jízdy po závodním okruhu a propustnost tratě (limit počtu závodních vozů, které mohou v jeden okamžik využívat závodní okruh).
Závodní okruh je tvořen samotnou závodní tratí, startovním/cílovým prostorem, bezpečnostním prostorem, stanovišti traťových komisařů, parkovištěm závodních strojů a diváckými prostory.
Schválení a vystavení licence okruhů se provádí podle Příloha O MSŘ FIA.
Podle způsobu jeho využívání, podle typu jeho zařízení a jeho dostupnosti pro soutěže může být:
- dočasný,
- polopermanentní,
- permanentní.

Závodní okruh může disponovat několika variantami tratě, které jsou specifikovány pro daný závod:
- permanentní změna varianty okruhu - varianty jsou tvořeny zkrácením nebo prodloužením standardní tratě, přidáním nebo zrušením zpomalovacího retardéru (šikany),
- dočasná změna varianty okruhu - definovaným počtem průjezdů přes oddělenou část tratě (tzv. joker lap), která prodlužuje specifikovanou část tratě nebo zpomaluje jízdu díky zúžení šířky tratě nebo odlišnosti povrchu od zbylého standardního úseku tratě.

### Typ závodního okruhu podle realizace tratě
Vývoj závodů automobilů na okruhu, který započal na přelomu 19. a 20. století, se promítnul i do podoby závodních drah. Z běžných komunikací, kde se primárně okruhové závodní tratě vytvářely, se postupně začaly automobilové závody na okruzích přesouvat na speciálně upravené tratě. Podnětem bylo oddělení závodní tratě od běžného provozu, zvýšení bezpečnosti závodní dráhy nebo vytvoření speciálního profilu tratě, který nebyl pro běžnou komunikaci vhodný na rozdíl od závodní dráhy (např. někdejší klopené úseky autodromu v Monze). Mezi další důvody proč se začaly závodní okruhy budovat jako samostatný areál oddělený od běžných komunikací byla i potřeba pořadatelů vybudovat prostory, případně budovy, pro zázemí samotného závodiště.
Trendem posledních desetiletí je upouštění od pořádání automobilových závodů na přírodních či městských tratích. Zvyšující se požadavky bezpečnosti nutí pořadatele přesouvat dění automobilových závodů do areálů moderních autodromů.

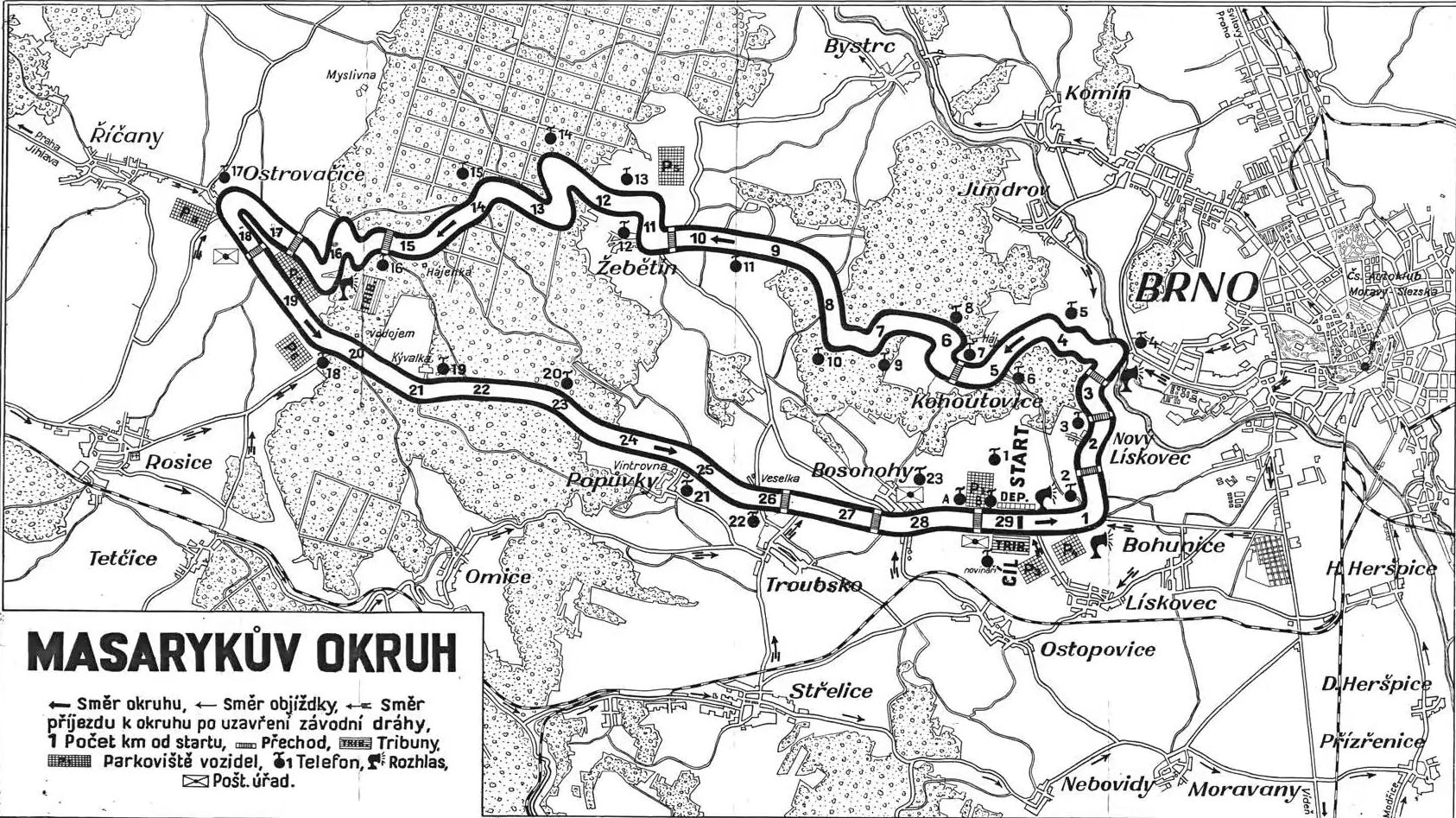
Plánek přírodního závodního okruhu, původní Masarykův okruh v Brně (1930-1937)

#### Přírodní závodní okruh
Specifikace přírodního závodního okruhu je spojena s využitím volného prostranství, silnic vedoucích převážně ve volném terénu. Stejně jako v případě městských závodních okruhů jsou využívány běžné silnice pro vytvoření okruhové tratě. Takové tratě jsou zpravidla dočasné a využití jako závodní dráha mají výhradně v termínu konání závodu.
Příkladem významných přírodních závodních okruhů jsou Circuit de Dieppe ve Francii, Circuit de la Sarthe (Le Mans), původní část Circuit de Spa-Francorchamps. Na českém území to byly Pradědský okruh, původní Masarykův okruh v Brně, okruh Ecce Homo ve Šternberku, Štramberk, Havířov-Šenov, Těrlicko, aj.
V současnosti nejsou přírodní okruhy na území ČR využívány pro oficiální závody automobilů pořádané pod hlavičkou Autoklubu ČR.

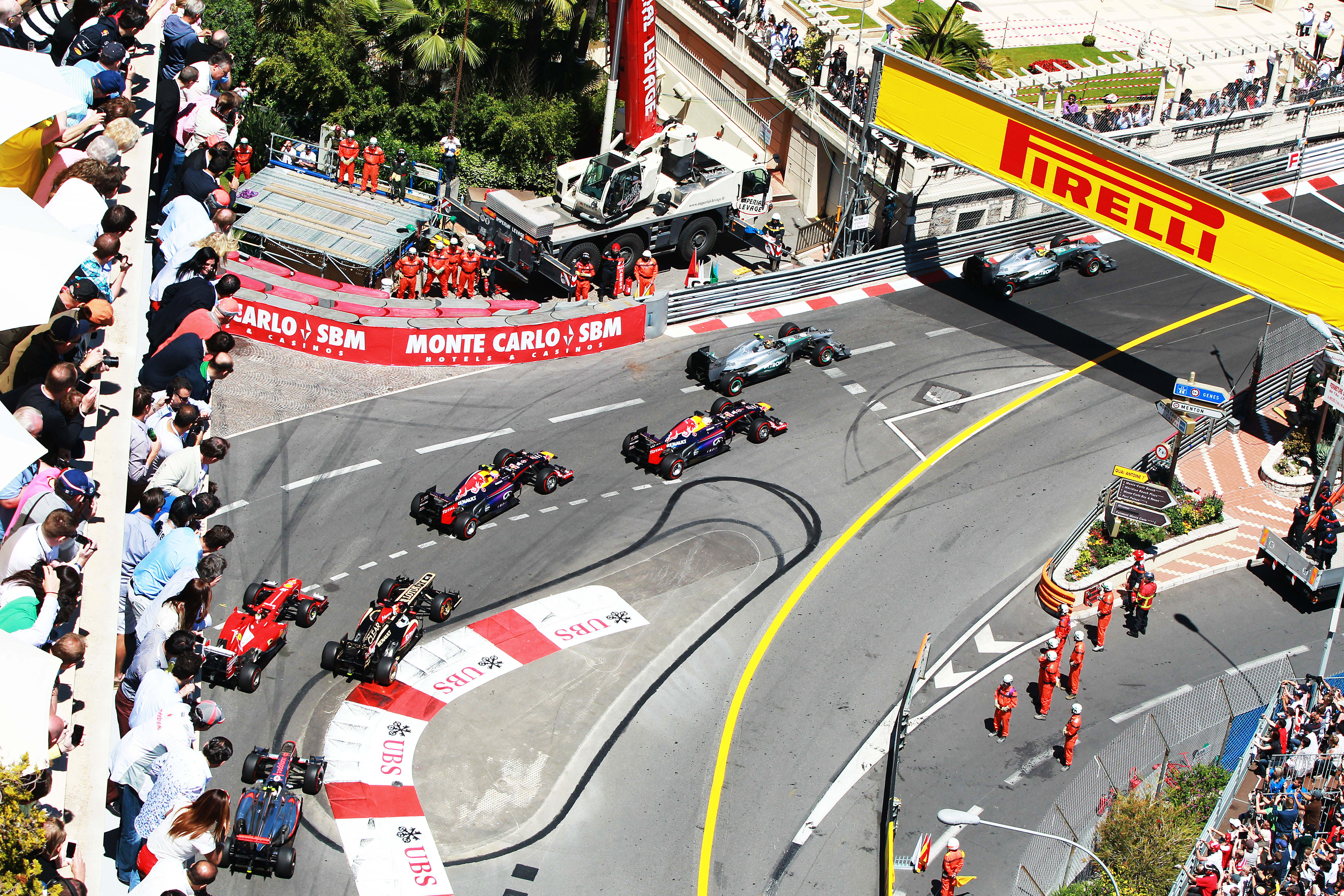
Městský závodní okruh, Monaco Grand Prix

#### Městský závodní okruh
Podoba městského závodního okruhu je spojena s využitím staveb běžné dopravní infrastruktury, běžných silnic, které jsou situovány výhradně uvnitř městské zástavby. Takový typ závodního okruhu vznikal především v počátcích automobilových závodů a je spojen s nízkou úrovní zabezpečení.
Městský okruh je tvořen spojnicí silnic vedoucích ulicemi města s okolní domovní zástavbou. Realizace a využití tohoto typu závodních okruhů je spojena především s nižší finanční náročností, rychlostí a jednoduchostí přípravy než v případě vybudování závodního autodromu. Významným problémem městských závodních okruhů je jejich nízká bezpečnost, protože okolní zástavba limituje možnosti využití bezpečnostních zón a dalších ochranných prostředků pro účastníky závodů.
Typickým příkladem městského závodního okruhu je stále užívaný okruh v Monaku pro závody formule 1 - Circuit de Monaco, nebo ve francouzském Pau - Pau-Ville circuit. Na území České republiky byly v minulosti využívány městské závodní okruhy v Mladé Boleslavi, Liberci, Hradci Králové, Praze, Zlíně, Ostravě, Písku, Strakonicích a mnoho dalších.
V současnosti nejsou městské okruhy na území ČR využívány pro oficiální závody automobilů pořádané pod hlavičkou Autoklubu ČR.

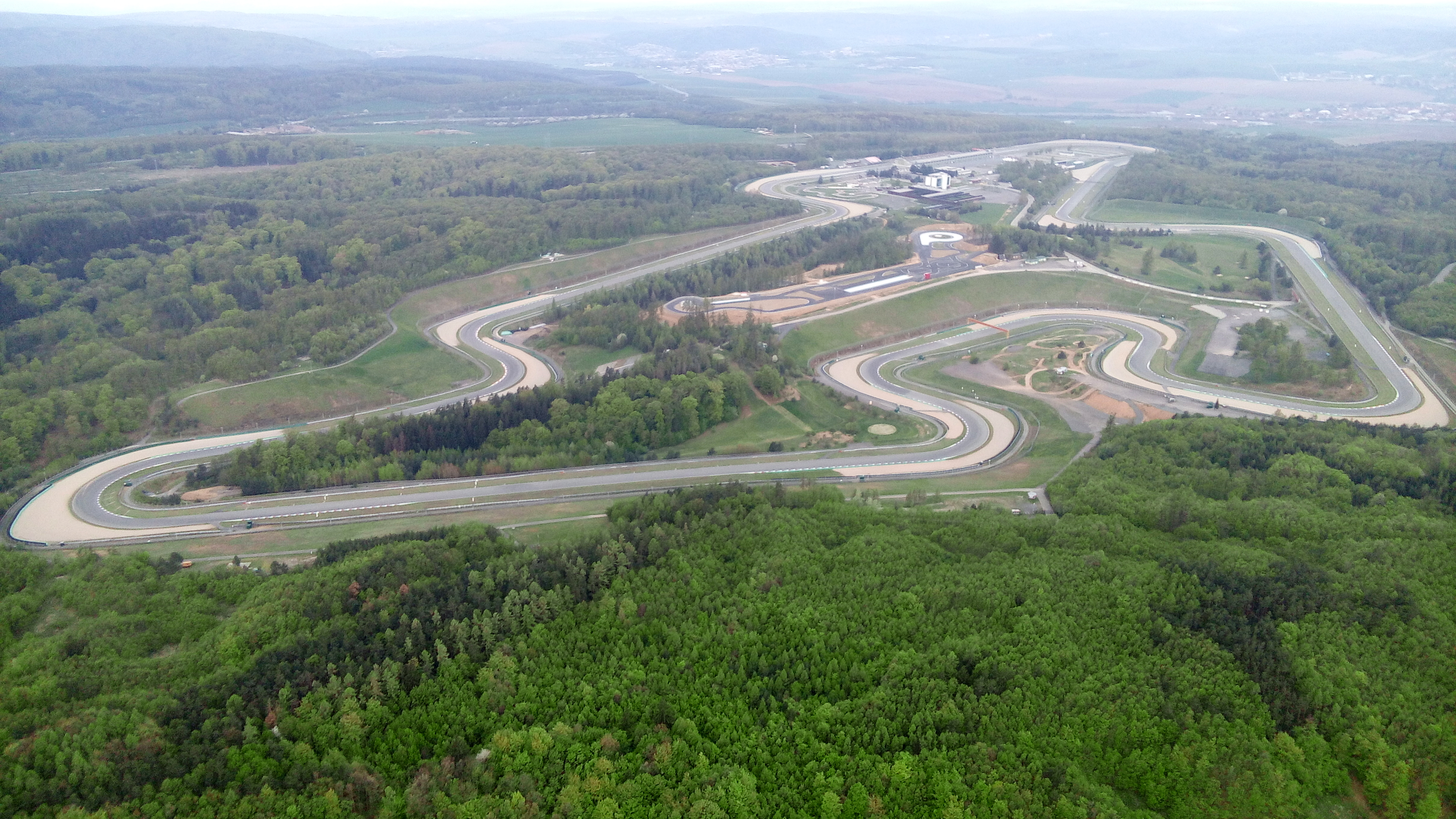
Moderní automotodrom, Masarykův okruh v Brně

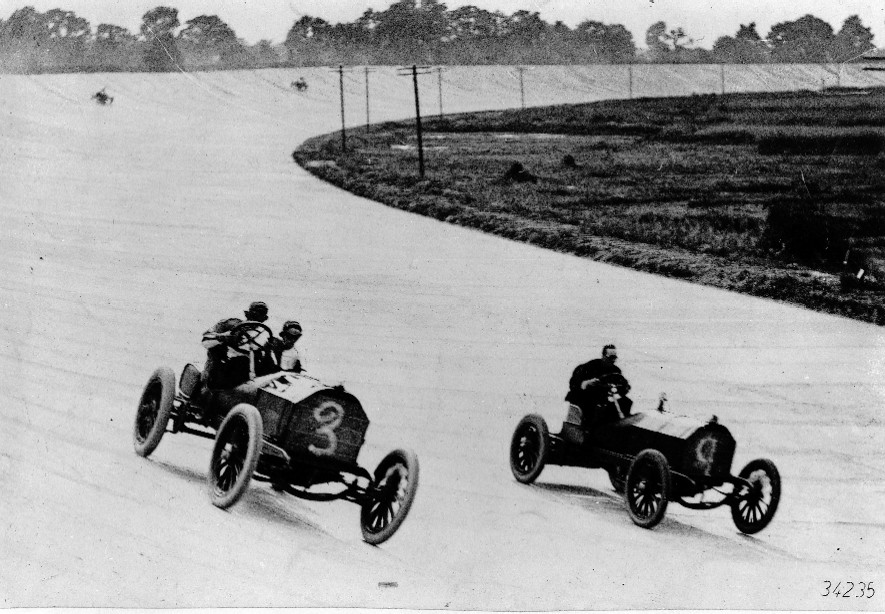
Brooklands - první vybudovaný autodrom na světě

#### Závodní autodrom / automotodrom
Jedná se o uměle vybudovaný závodní areál, který disponuje závodním okruhem, jež je určený pro závody automobilů a motocyklů na okruhu. Tento závodní okruh byl cíleně navržený pro realizaci automobilových a motocyklových závodů. Autodromy jsou permanentní závodní dráhy.
Ústřední stavbou areálu je závodní okruh, který může být doplněn dalšími stavbami a prostory pro potřeby závodů:
- bezpečnostní zóny,
- stanoviště sportovních komisařů,
- obslužné komunikace podél závodního okruhu,
- příjezdové silnice, které vedou mimo závodní trať (přímo ji neprotínají),
- budovy závodních boxů,
- boxová ulička (pit lane),
- prostory závodního parkoviště (depo),
- prostory uzavřeného parkoviště (parc fermé)
- startovní věž,
- budovy ředitelství závodu např. s tiskovým střediskem,
- prostory pro doplnění pohonných hmot (čerpací stanice),
- tribuny a prostory pro diváky,
- další stavby určené pro zázemí závodního okruhu.

Jako první byl na světě vybudován autodrom Brooklands ve Velké Británii v roce 1907 a následně v USA v roce 1909 Indianapolis Motor Speedway. Jako třetí v pořadí vznikl v roce 1922 italský areál Autodromo Nazionale di Monza.
V České republice je v současnosti provozováno několik závodních autodromů / automotodromů, z nichž nejznámější jsou Autodrom Most, Automotodrom Brno - Masarykův okruh, Mezinárodní okruh Steel Ring Třinec, Autodrom Vysoké Mýto, Autodrom Sosnová, aj.

### Typ závodního okruhu podle povrchu tratě

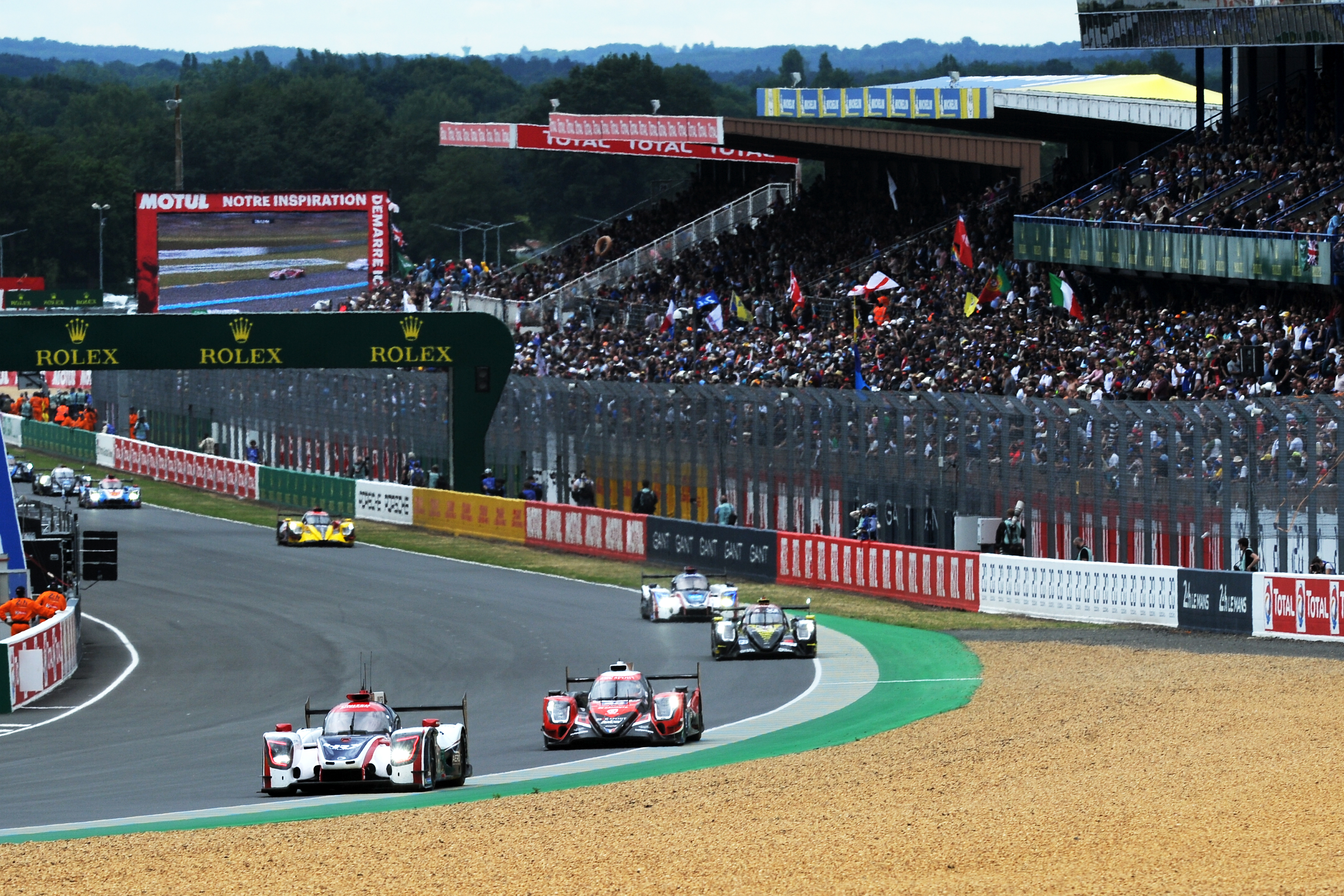
Zpevněný povrch závodní tratě

#### Závodní okruh se zpevněným povrchem
Pro dosažení optimálních podmínek pro jízdu vozidel je na rychlostních závodních okruzích využíván zpevněný povrch, stejně jako na běžných komunikacích. Zpevněným povrchem se výrazně snižuje prašnost a trvanlivost povrchu tratě po celou dobu závodu. Jako zpevněný povrch je v současnosti využíván asfaltový beton. Na městských nebo přírodních okruzích často dochází ke kombinaci několika druhů pevných povrchů.
V minulosti byla úprava povrchu prováděna válcováním, vykládáním kameny nebo dlážděním žulovými kostkami. Povrch závodních tratí byl také v provedení z betonových panelů nebo cementového betonu.
Speciální konstrukcí závodního okruhu se zpevněným povrchem jsou vysokorychlostní ovály s klopenými zatáčkami. Ty jsou používané především na severoamerickém kontinentu pro závodní série IndyCar nebo NASCAR.

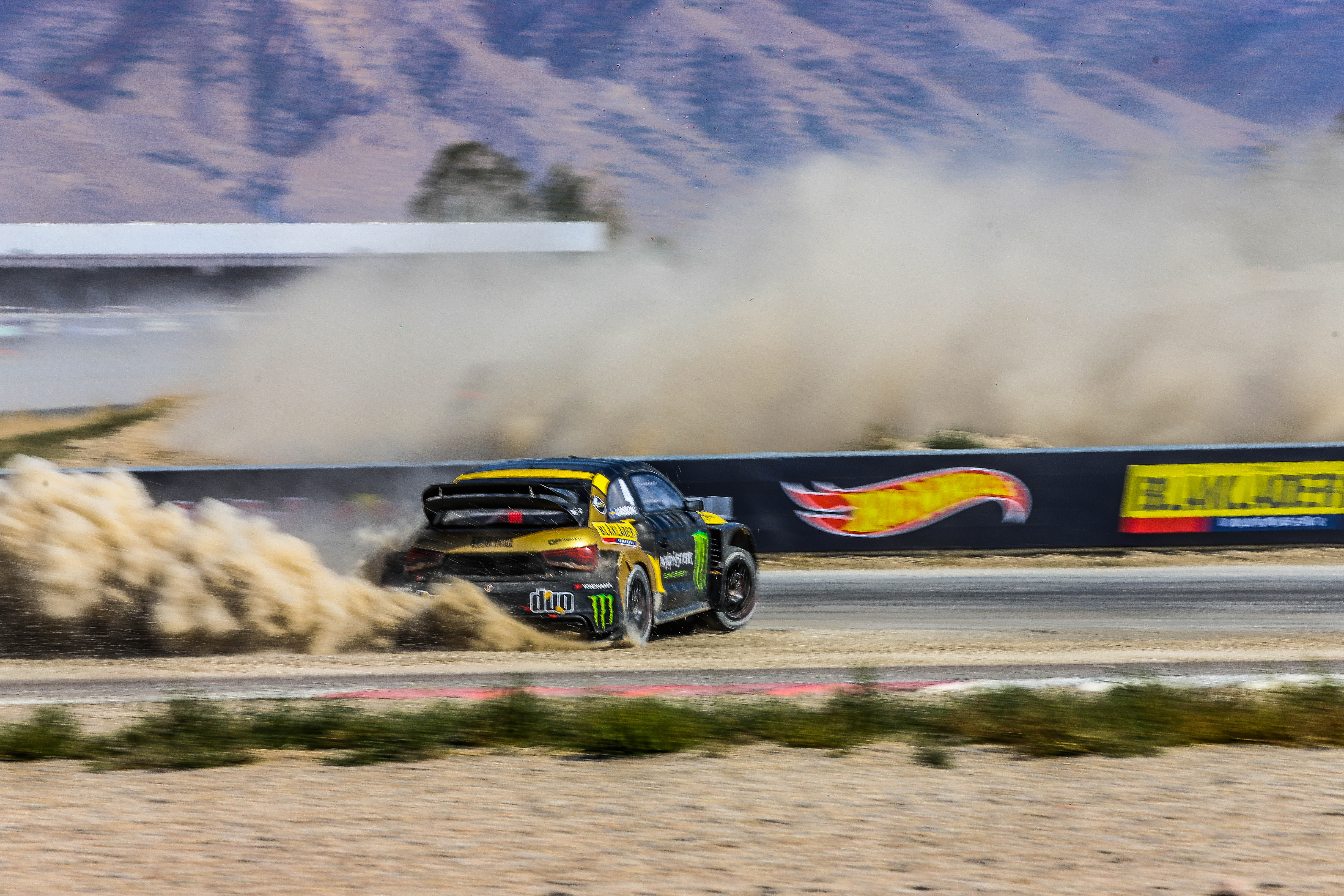
Rallycrossová trať se smíšeným povrchem

##### Závodní okruh se smíšeným povrchem
Specifika závodního okruhu se smíšeným povrchem jsou především spojeny s požadavky disciplín automobilových závodů rallycross nebo autocross. Závody automobilů v terénu nabízejí soutěžení za podmínek, kde jezdec musí zvládnou všestranné požadavky na ovládání soutěžního vozu na členité dráze i měnícím se povrchu.
Části tratě jsou tvořeny pevným podkladem (beton, asfaltový beton, aj.) a zbylé nezpevněným - hlína, šotolina, písek, apod.

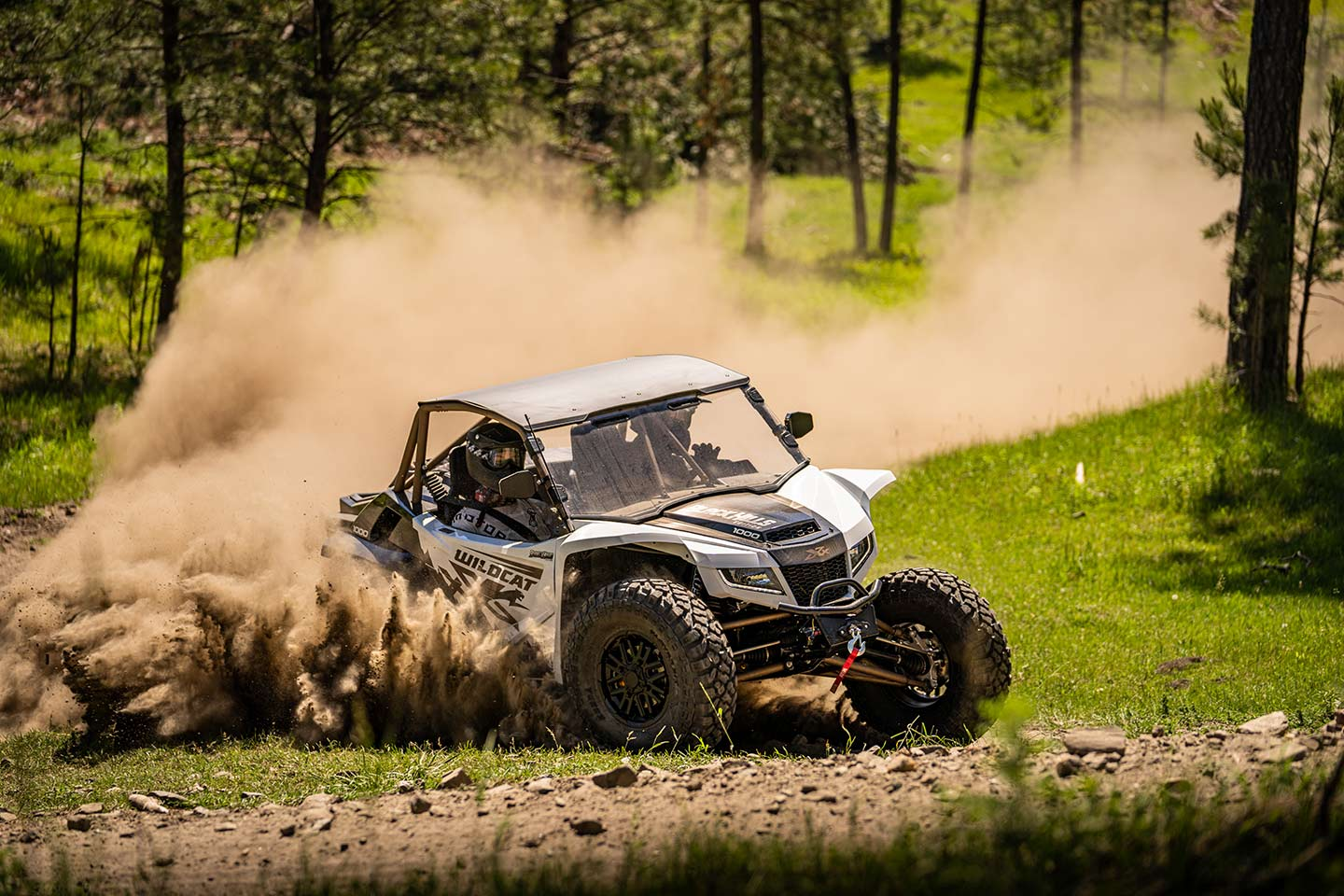
Offroad závody ve volném terénu

#### Závodní okruh terénní (offroad)
Okruh pro terénní závody je situován ve volném terénu. Odpovídá specifikům pro tento typ závodů, kdy vozidla při jízdě překonávají i další terénní překážky. Povrch tratě je náročný na průjezd a vyžaduje vhodnou úpravu vozidel i použití speciálních pneumatik. Kamenitý nebo hliněný povrch je často doplněn průjezdem přes vodní brody nebo výjezdy a sjezdy přes strmá stoupání/klesání.
Specifické závodní okruhy ve tvaru oválu s nezpevněným povrchem jsou využívány k závodům Dirt Track Racing. Jako závodní okruh pro tuto disciplínu jsou využívány dostihové závodiště nebo plochodrážní ovály.

## Závodní trať

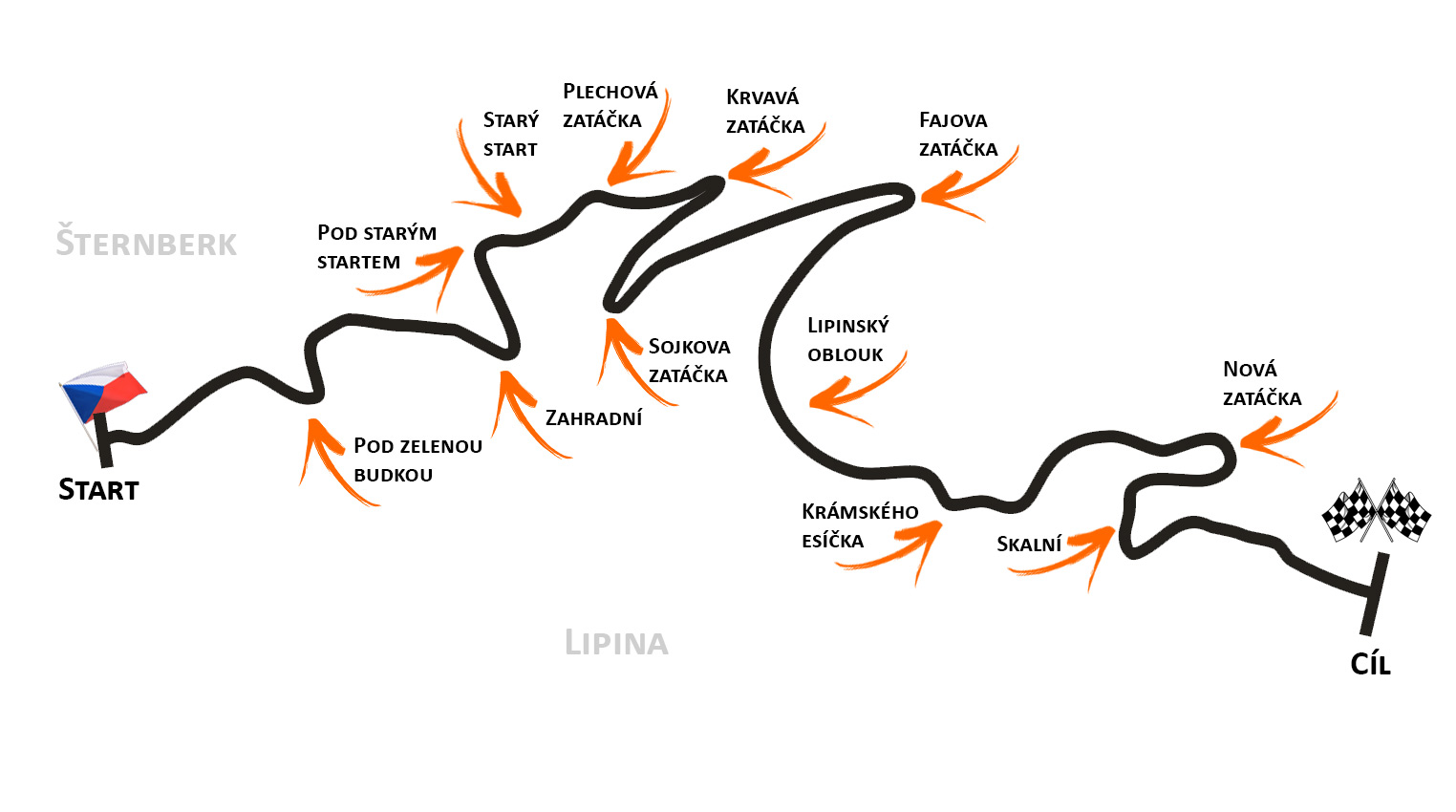
Plánek závodní tratě Ecce Homo Šternberk

Definice závodní tratě popisuje tento typ závodní dráhy jako spojnici mezi dvěma body - startem a cílem, které nejsou ve stejném místě.
Jedná se o tzv. otevřenou závodní trať, kdy je cílem účastníka závodu zdolat stanovenou závodní dráhu z místa startu do místa cíle, který má odlišnou polohu od startu. Trať umožňuje využití různého způsobu hodnocení (nejrychlejší dosažený čas, nejmenší dosažená diference dosažených časů ve více jízdách, aj.).

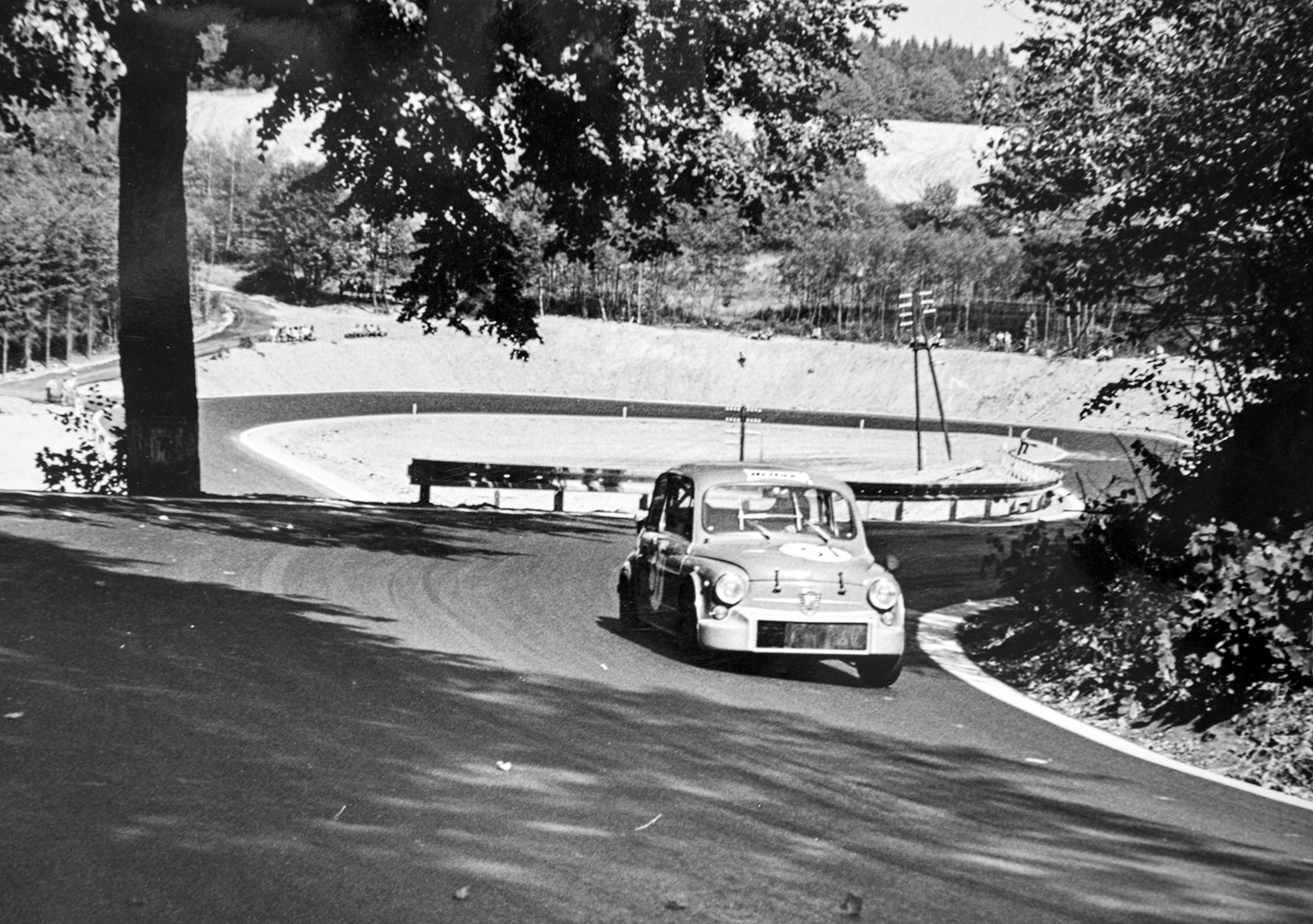
Trať závodu do vrchu

### Závodní trať závodu do vrchu
Specifikem závodní tratě závodu do vrchu je, že startovní čára je umístěna v místě, které má nižší nadmořskou výšku než je poloha cíle závodní tratě. Zpravidla se jedná o technicky náročnou závodní dráhu pro průjezd kvůli vysoké četnosti zatáček v kombinaci s vysokou úrovní převýšení.
V České republice je několik historicky významných závodních tratí do vrchu - Zbraslav–Jíloviště, Ecce Homo ve Šternberku, Brno–Soběšice, aj.

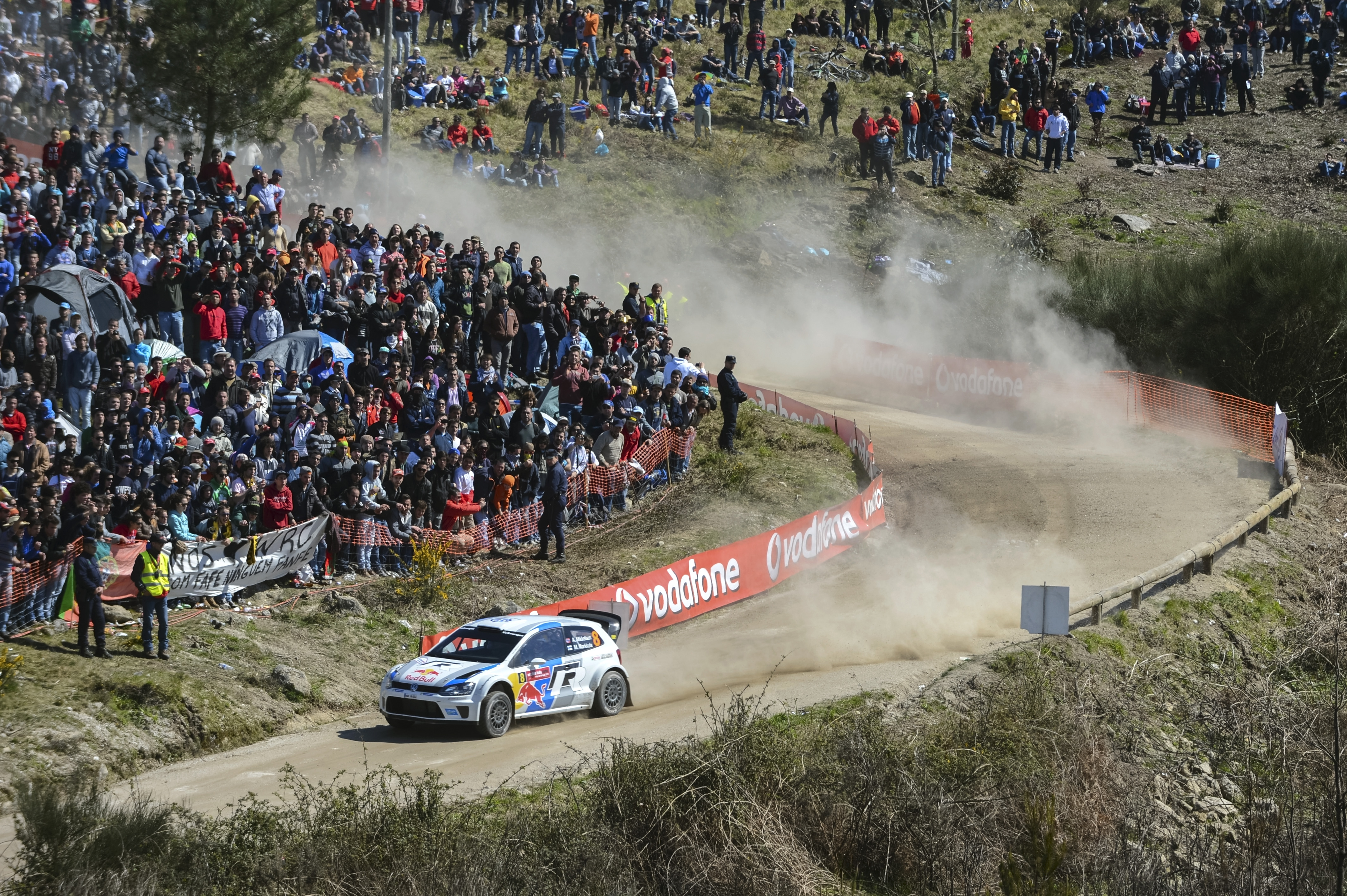
Závodní trať rally, trať měřené rychlostní zkoušky

### Závodní trať rally
Disciplína automobilových závodů zvaná rally, využívá pro vytvoření závodní dráhy soubor dílčích traťových úseků a tratí rychlostní zkoušky, které jsou pořadatelem specifikovány v itineráři.

#### Traťový úsek
Části tratě, které nejsou využity pro rychlostní zkoušky.

#### Trať rychlostní zkoušky
Měřený rychlostní test na komunikacích, které jsou uzavřeny pro veřejný provoz. Trať rychlostní zkoušky může nabývat podoby okruhové i polookruhové.

### Závodní trať pro závody dragsterů

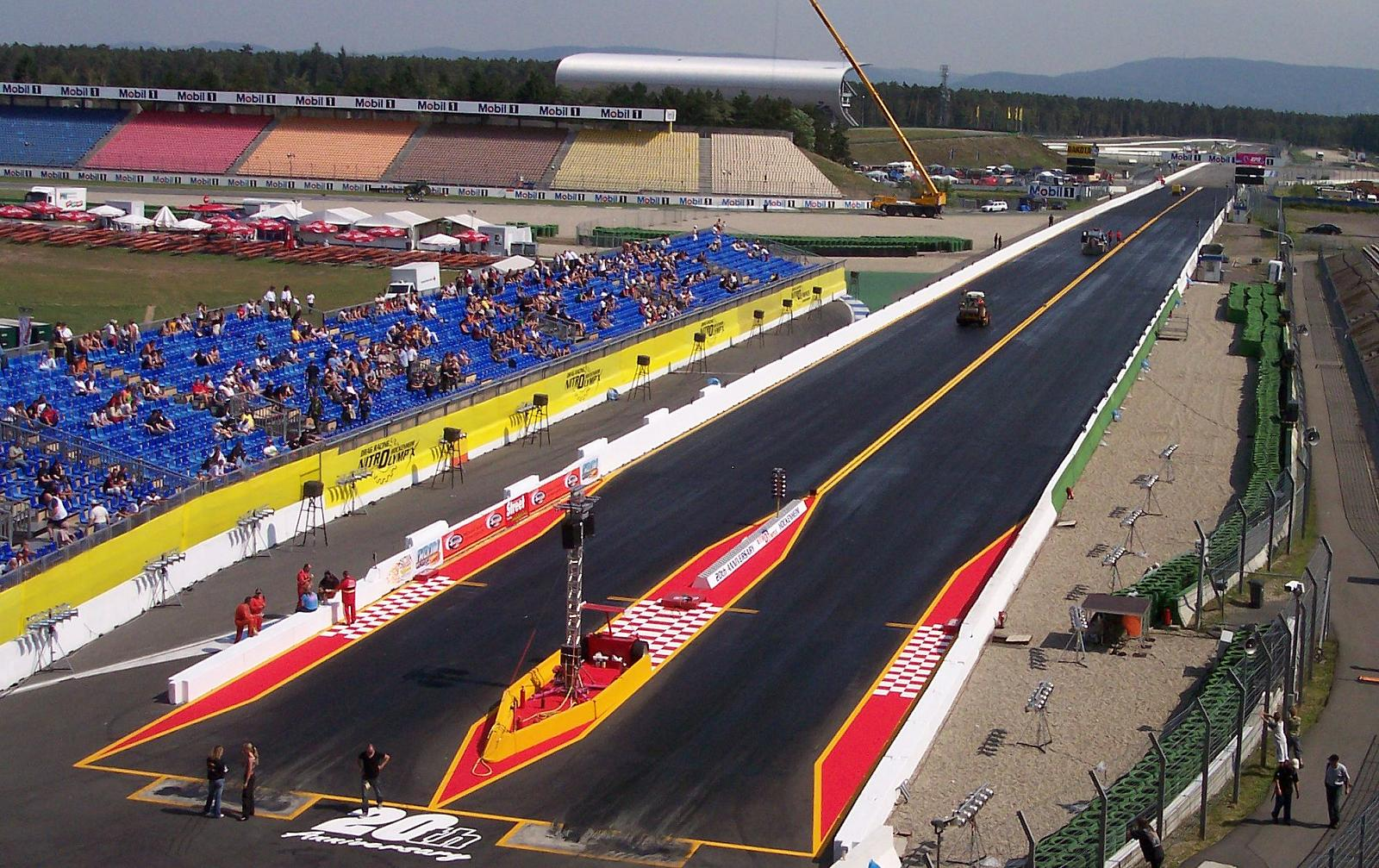
Závodní trať pro závody dragsterů, Hockenheimring

Trať pro rychlostní sprintové závody automobilů je specifická svojí podobou, kdy se jedná o účelově vytvořený přímý úsek závodní dráhy. Závody se konají na stanovenou délku dráhy, kterou definuje vzdálenost mezi startovní a cílovou čarou.
Délky závodní tratě pro závody dragsterů:
- 1/4 míle (402,33m)
- 1/8 míle (201,16m).

Národní sportovní řády specifikují požadavky na závodní trať následovně:
Šířka závodní tratě musí být min. 9m, tzn. jeden jízdní pruh min. 4,5 m pro každého jezdce. Jízdní pruhy musí být odděleny středovou čarou. Krajnice obou jízdních pruhů musí být vyznačeny čarou. Povrch tratě včetně úseku pro zastavení musí mít po celé délce jednotný povrch – asfalt nebo beton. Posledních 15% úseku pro zastavení může být jiného provedení povrchu (připouští se i nezpevněný povrch) za předpokladu, že tento povrch plynule navazuje. Bezpečnostní zóna podél trati je min. 8m po obou stranách a musí být jasně vyznačena a zajištěna proti vstupu diváků. V prostoru startu a cíle je zakázán pohyb všech osob s výjimkou osob k tomu oprávněných.
Závodní trať má následující části:
- předstartovní prostor (čára ohřevu, modrá čára, předstartovní čára, zastavení) slouží k přípravě soutěžního vozidla a jeho pneumatik do provozního režimu,
- start je definován startovní čárou, startovní procedura je řízena světelným startovacím zařízením tzv. vánočním stromem,
- cíl, protnutí cílové čáry vozidlem je
- prostor pro zastavení.[2]

## Závodní prostor
Za závodní prostor se považuje území, které je vyhrazeno pro soutěžní jízdu automobilu bez pevně určené dráhy. Tento prostor může být bez pevných překážek a svojí plochou neomezuje jezdce v jeho jízdě.
Závodní prostor je využívaný pro jízdy zručnosti - gymkhanu, pro vytvoření závodní dráhy pro automobilový slalom nebo driftové závody.

Volnost prostoru umožňuje úpravy tratě přemístěním vytyčovacích kuželů, hrazení nebo jiných prostředků ohraničujících vytvořenou dráhu v závodním prostoru.

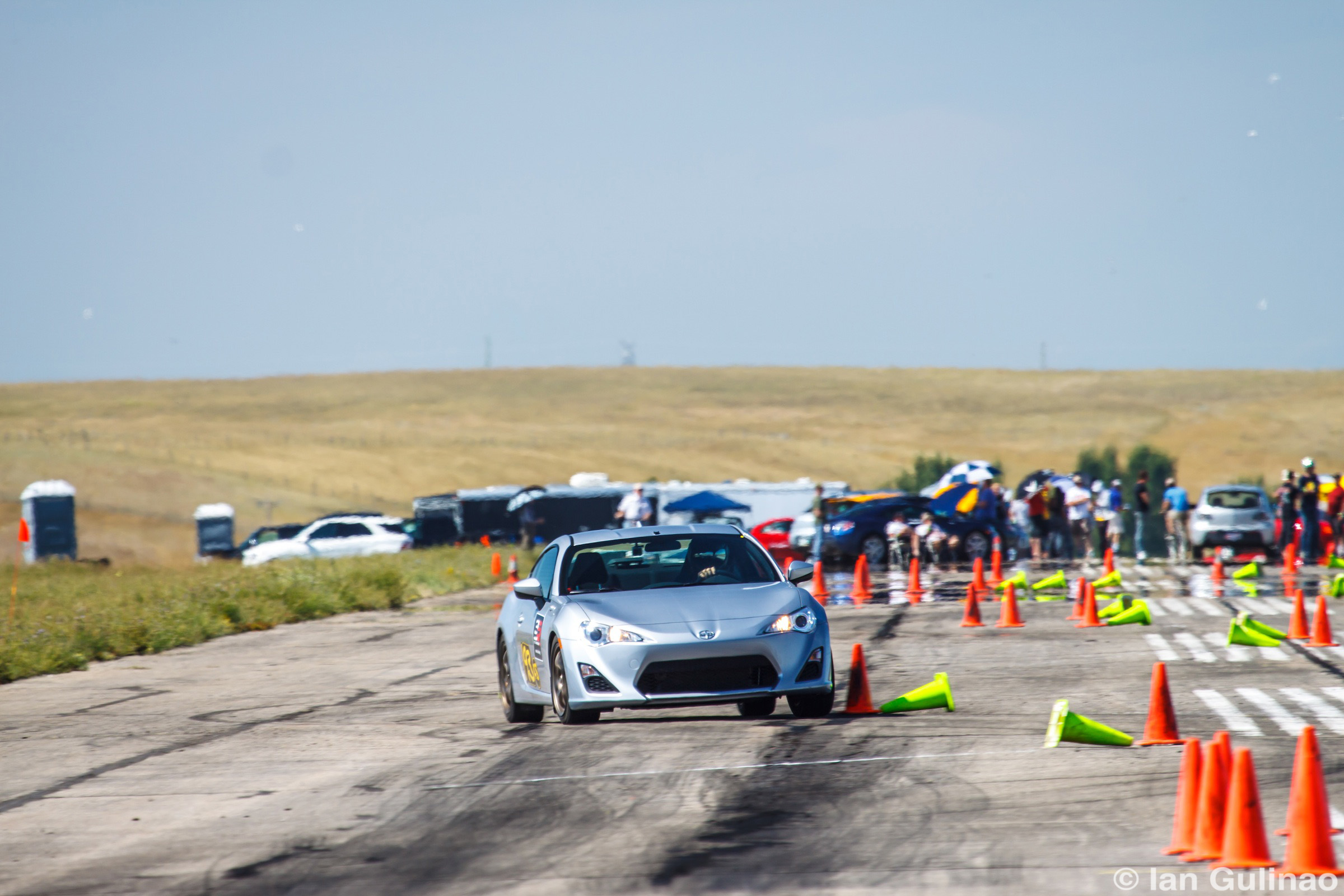
Autoslalom
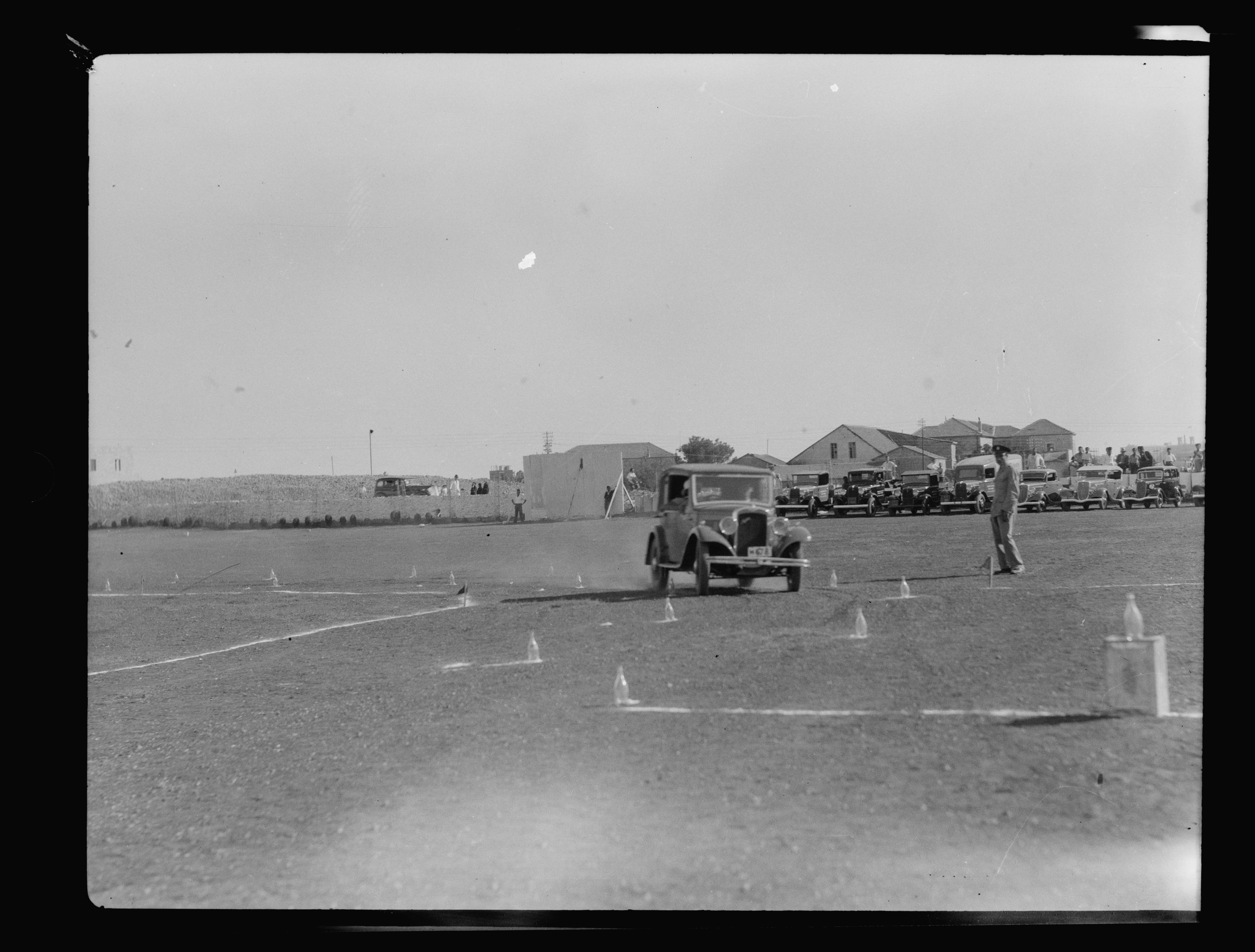
Auto gymkhana
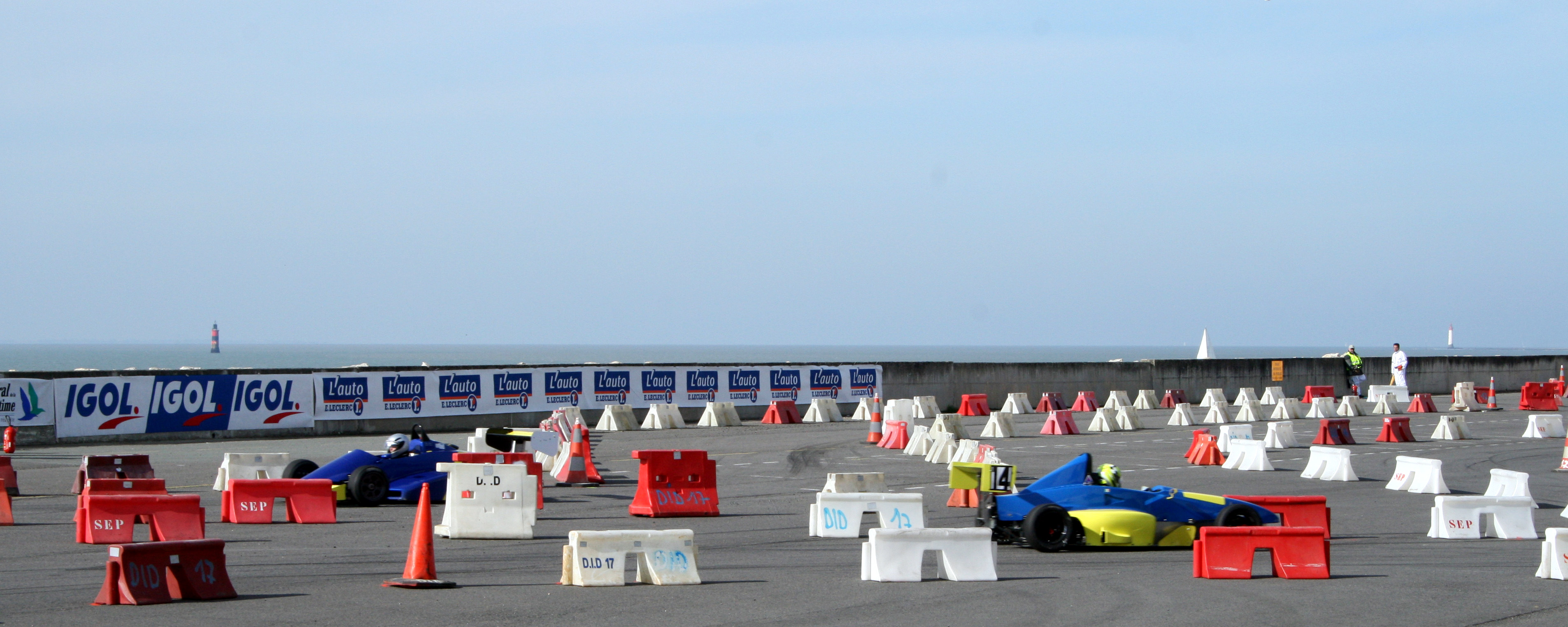
Duální závod
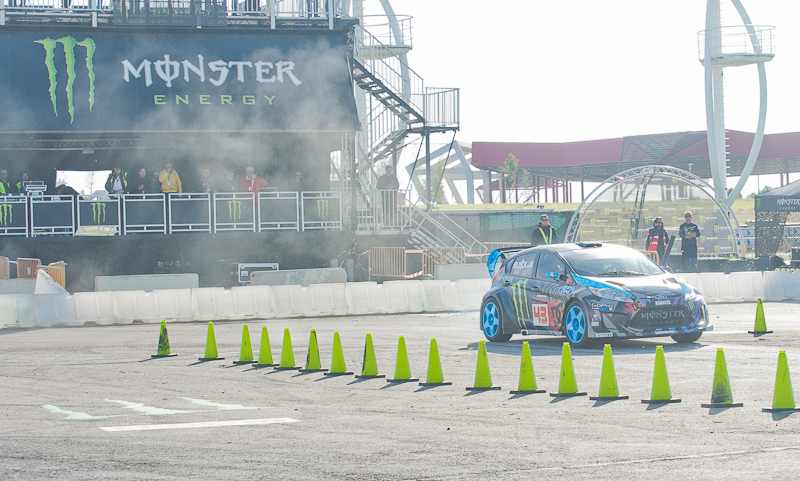
Auto gymkhana
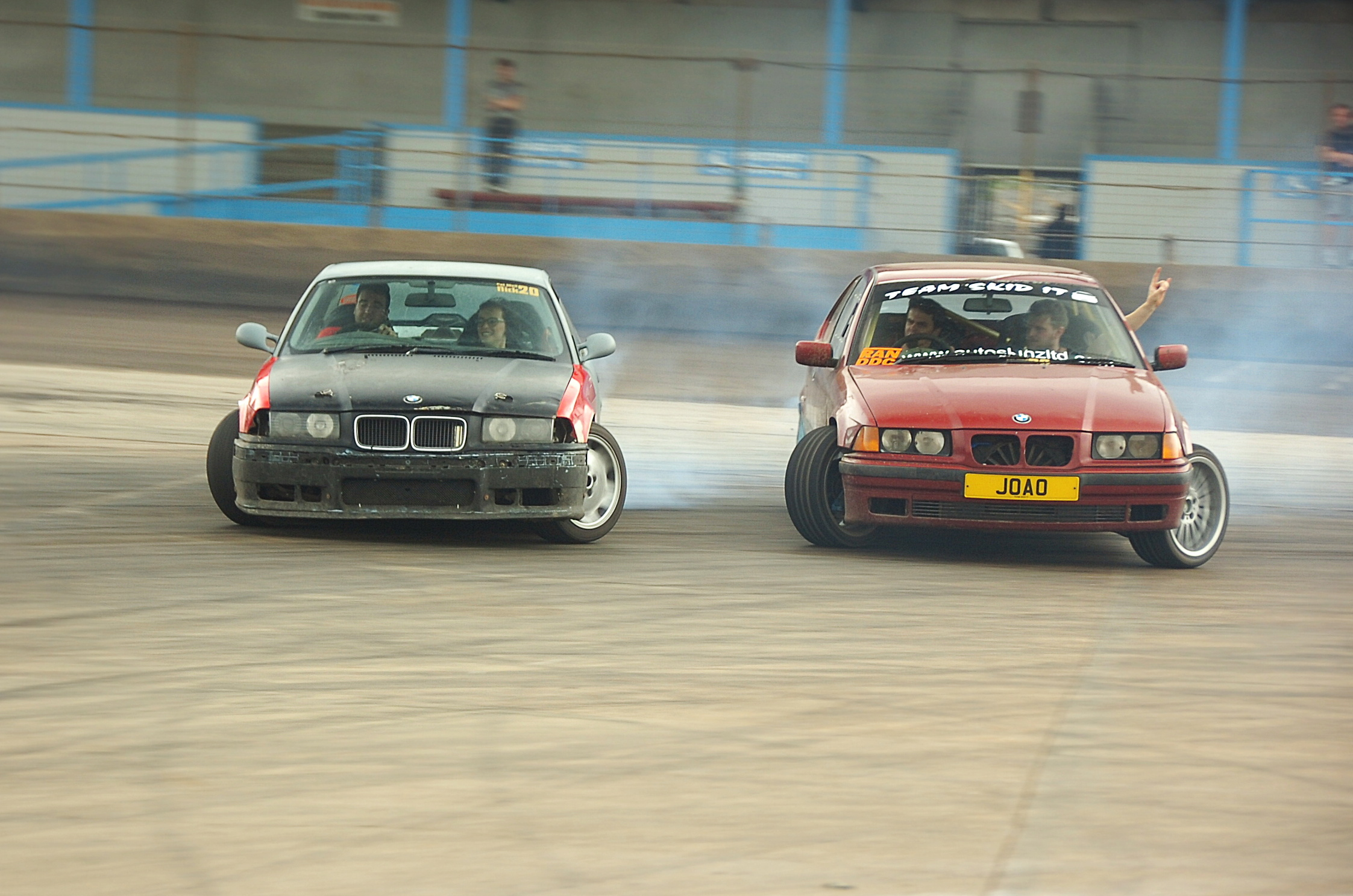
Drifting